# Coelioxys confusa
Coelioxys confusa là một loài Hymenoptera trong họ Megachilidae. Loài này được Smith mô tả khoa học năm 1875.